# 中村岳
中村 岳（なかむら たけし）は日本の現代美術家、画家。
北海道室蘭市出身、千葉県在住。多摩美術大学大学院美術研究科修了。

## 作品
日本建築をコンセプトとしたシンプルな絵画・立体作品を手がける。木目や漆や金属などの質感を生かした、古風だが何処かエキゾチックで暖かみのある作風が持ち味。インスタレーションやミニマルアート風の手法、現代美術と日本美術を併用するなどの試みを行っている（）。
北海道に生まれ育ったためか、既存の日本の伝統文化に接する機会が少なく、日本の伝統文化をあたかも異文化のように感じたと言う。そのため、日本建築との絵画の関係の検証を通じ、自分自身の中には無かった日本の伝統に根ざした「文化の再構築」をテーマとした作品作りを行っている。独自の日本文化の考察がある（）。
近年、現代美術業界での日本画ブームの中で多くの美術家が目指すものとは、彼の作風は、かなり特異な方向に作品を進化させている。その表現手段は既に絵画から脱却しているが、より日本画の本質に迫っている。しかしまだまだ知名度が低く、一部の絵画関係者のみに注目されている。
『吹抜屋台』をキーワードとした一連の作品がある。近年、現代美術のギャラリーや、古民家での展示や、野外展など多くの場で活動している。表現方法が多様で一見理解しにくく、また緻密で工芸的な作風が誤解を受けやすく、作品の賛否の意見が分かれているところである。しかし作品のコンセプトは長期に渡り一貫性がある。特にインスタレーションとしての空間の扱いがうまく、作品のマチエールの手法が凝っている。まるで古びた寺院の木柱を思わせる漆表現を見せる。現代美術のミニマルな要素と日本の伝統美術をかなり理想的に融合させている。ギャラリー内に架構を複雑に組み上げていく手法は、その大胆さと技術力で見る者を圧倒する。それは絵巻物に描かれている『吹抜屋台』の建築を現出化させた物であり、彼のイマジネーションのフィルターを通した架空の日本建築である。
また野外での実験的展示は、建築的要素を分析的に行っており、自身の表現としての殻を次第にやぶっていくようである。現在「シャトル・ギャラリー」という自作の組立式のギャラリーによるユニークな展覧会を全国展開中である。地域に向き合い、またこれを機会に旧跡や寺院を訪れて自身のデーターベースづくりをしているようである。
2010年代に入ると、木材を使って実際に構造物を作り、次第に作品が大型化している。野外作品が多くなり、建築物のような規模である。周囲の環境に合わせて、新たなる関係や繋がりを再構築している。

## 変遷
以前の大型の平面作品から、近作は立体作品へ移行。また室内から野外へとフィールドを拡張している。簡潔で記号性、空間志向が強い。

## 吹抜屋台
絵巻物の大和絵で見られる。斜め上から見下ろした視点で、風景を俯瞰する。平行線を使った描法。遠近法、斜投影法の一種。屋根や壁を取り払った建物を描くのが、大和絵での特徴。

## 活動
千葉県九十九里浜のアトリエを拠点にして、国内・海外の画廊美術展などの参加。